# 白薇 (作家)
白薇（1894年2月5日—1987年8月27日） 女，原名黄彰，湖南省资兴县秀流人，中华民国及中华人民共和国作家。

## 生平

### 求學時期
白薇的父亲黄晦早年曾留学日本，参加过中国同盟会和辛亥革命，他虽是新派，但对女儿婚姻采取了封建卫道士的态度。白薇在家乡时曾有过一次父母的包办婚姻，在舅父的帮助下，进入衡阳湖南省立第三女子师范学校读，期间由于思想激进，曾率领同学驱逐洋教士，被学校视为害群之马，之后和其妹妹一起转入长沙湖南省立第一女子师范学校。在湖南省立第一女子师范学校读书期间，白薇仍旧没能摆脱包办婚姻的束缚，父母一直逼婚，为阻止白薇出逃，校方甚至封锁了学校。在妹妹和同学的帮助下，从学校围墙掘洞逃脱，从上海乘船前往日本东京求学，此年为1918年。
白薇东渡日本，首先入东亚日语学校，之后考入东京御茶之水高等女子师范学校，在校期间开始主修生物与数理，自学过美学、哲学和佛学，由于当时中国社会妇女地位低下，其本人受到过包办婚姻进而受到逼婚、加上之后与父亲的矛盾激化、妹妹步其后尘遭遇包办婚姻，白薇愤而转向主修文学。

### 返國
在日本留学期间，白薇曾和田汉的妻子易漱瑜同住一处，田汉教她们学英语，白薇从此开始研究文学，接触到了很多世界名人原著，及日本文学作品。对他影响很大的就是学校一位叫中吉村藏的教授，中吉村藏鼓励她多看些社会问题的书籍，后来她认真阅读了这位英国著名社会戏剧家高尔斯华绥的《银匣》、《争斗》等社会意识很浓的作品。1924年夏天，白薇遇见了中国学生福建漳州人杨骚，从此此人影响了她一生的感情生活。1926年初冬，白薇从长崎登上美国的远洋轮返回了中国。
1927年春，白薇到武昌，经留日同学殷德祥介绍进国民政府总政治部国际编译局担任日语翻译。业余时间坚持写作，不久又兼任国立武昌中山大学讲师，教授日语、动物、植物等科目。7月15日武漢分共後她辞去编译局和国立武昌中山大学的职务，来到上海，加入创造社，她的名字列入《创造》月刊的执笔名单上，创造社对她的影响很大。1927年10月末，分别三年的男友杨骚也来到上海。

### 創作
在上海，白薇经杨骚的介绍开始了与鲁迅交往。白薇的《打出幽灵塔》是个古典浪漫写实的悲剧，描写了大革命时期一个土豪家庭的分裂，这部作品刊登在鲁迅《奔流》创刊号上，她的名字出现在郁达夫、柔石、冯雪峰等大手笔之列，从而成了当时“文坛上的第一流人物”。鲁迅主编的另一份杂志《语丝》，还刊登了白薇的独幕剧《革命神受难》，由于这个剧本文辞犀利，思想激烈，国民党政府因此对这个剧本给予过警告，她的第一部长篇小说《炸弹与征鸟》，长诗《春笋之歌》相继在鲁迅主编的刊物上发表。由于创造社和鲁迅的影响，白薇成为“左联”和“左翼剧联”的早期成员，白薇也是《北斗》杂志(丁玲主编，“左联”机关刊物)的热心撰稿人，还曾是田汉、夏衍主编的《舞台与银幕》特约撰稿人。
日本侵佔中国东三省以后以及中国的抗日战争期间，白薇先后写出大量的作品，如《北宁路某站》、《屠刀下》、《中华儿女》等以及长诗《火信》、《祭郭松龄夫人》和《马德里》，小说《受难的女人们》等等。抗战期间在赵丹指导下，白薇的演出过董每戡话剧的《C夫人肖像》。1938年到广西桂林，任《新华日报》特约记者，1942年在文化工作委员会第二组工作，1945年抗战胜利后她到了上海。1947年，父亲亡故，白薇回乡奔丧期间，受何香凝之托，在老家湖南资兴参加了游击队，公开身分是县立中学教员。中华人民共和国成立后在北京中国青年艺术剧院工作，后主动去北大荒生活七年，写出不少反映北大荒生活的作品。
1987年8月27日，白薇在北京逝世。